# Сейтлиев, Кара
Кара Сейтлиев (1 января 1915, Караган, Асхабадский уезд, Закаспийская область, Туркестанский край, Российская империя - 2 мая 1971, Ашхабад, Туркменская ССР, СССР) — советский хозяйственный, государственный и политический деятель.

## Биография
Родился в 1915 году в селе Караган. Член КПСС с 1950 года.
С 1937 года — на хозяйственной, общественной и политической работе. В 1937—1971 гг. — студент филологического факультета Бакинского педагогического института, писатель

, народный писатель Туркменской ССР, Председатель правления Союза писателей Туркменской ССР, министр культуры Туркменской ССР.
В 1966 удостоен Государственной премии Туркменской ССР им. Махтумкули за текст к оратории «Ленин» (1964, музыка Д. Овезова).
Избирался депутатом Верховного Совета Туркменской ССР 2-го, 3-го, 4-го, 5-го, 6-го и 7-го созывов.
Умер в Ашхабаде в 1971 году. Похоронен на ашхабадском городском (Ватутинском) кладбище.

## Сочинения
- «Лира поэта» (1941)
- «Боевое вдохновение» (1942)
- «Систр» (1944)
- «Круглый год весна». — М., 1959.
- «Необыкновенные глаза». — М., 1962.
- «Человек и мир». — М., 1971.

## Комментарии
1. ↑  Ныне — Бахерденский этрап, Ахалский велаят Туркмении.